# Catherine Bertone
Catherine Bertone (Bursa, 6 maggio 1972) è una maratoneta e fondista di corsa in montagna italiana.

## Biografia
Nata in Turchia, dove il padre Giulio lavorava per la FIAT, è cresciuta a Belo Horizonte fino a 8 anni, fino al ritorno in Italia; la madre Claudine è bretone, originaria di Saint-Malo grazie alla quale ha pure la cittadinanza francese. Poliglotta, oltre all'italiano e al francese parla correttamente inglese e portoghese.
Dopo la laurea in medicina  con la specializzazione in malattie infettive, inizia a lavorare prima a Parigi poi a Biella e dal 2004 al pronto soccorso pediatrico di Aosta.
Ha un fratello, Silvio, con tre presenze nella nazionale italiana della disciplina della 100 chilometri, nato ad Atene nel 1967.

### Carriera
(Gianni Poli)
Nell'agosto del 2014 giunse 9º ai campionati mondiali di corsa in montagna in Colorado, prima italiana al traguardo e vincendo la medaglia d'argento a squadre. Nel luglio 2015 vince la medaglia di bronzo ai mondiali di corsa in montagna a Zermatt, vincendo di nuovo la medaglia d'argento a squadre. Nel novembre del 2015 vince il campionato italiano di maratona a Ravenna con il tempo di 2 ore 39 minuti e 19 secondi.
Dopo aver corso nel mezzo fondo, si dedica alla maratona a livello amatoriale fino al 2011 quando corre la maratona di Berlino in 2:36:00, migliorandosi continuamente fino ai 2:30:19 a Rotterdam nel 2016: in questa corsa arriva al quarto posto, superata solo da tre atlete africane, stabilendo il nuovo record personale, secondo miglior tempo nella classifica italiana tra quelli delle ultime due annate, qualificandosi quindi per le olimpiadi del 2016. Nel 2016 è inoltre la migliore delle italiane alla Stramilano, quinta tra le donne in 1 ora, 14 minuti e 18 secondi.
Il 24 settembre 2017 all'età di 45 anni a Berlino stabilisce il suo personale di maratona in 2h28'34" stabilendo il nuovo record del mondo master 45 di specialità.
Nell'estate del 2016 ha partecipato prima ai campionati europei di atletica leggera ad Amsterdam correndo la mezzamaratona in 1h15'06", giungendo al 38º e vincendo l'argento a squadre; dopo alla maratona del Giochi olimpici di Rio de Janeiro, giungendo al 25º posto. Una sua possibile esclusione dalle olimpiadi brasiliane ha scatenato aspre polemiche nel settore della maratona, anche il blog di un marchio concorrente del suo si è detto favorevole ad una sua partecipazione.
È allenata da Roberto Rastello.

## Palmarès
| Anno | Manifestazione  | Sede           | Evento         | Risultato | Prestazione | Note |
| ---- | --------------- | -------------- | -------------- | --------- | ----------- | ---- |
| 2016 | Europei         | Amsterdam      | Mezza maratona | 38ª       | 1h15'06"    |      |
| 2016 | Giochi olimpici | Rio de Janeiro | Maratona       | 25ª       | 2h33'29"    |      |
| 2018 | Europei         | Berlino        | Maratona       | 8ª        | 2h30'06"    |      |

## Campionati nazionali
- 1 volta campionessa nazionale assoluta di maratona (2015)

2014
- 24ª ai campionati italiani di maratonina - 1h19'58"

2015
- Oro ai campionati italiani di maratona - 2h39'19"

2019
- 11ª ai campionati italiani di 10 km su strada - 34'02"

2020
- Bronzo ai campionati italiani di maratona - 2h39'39"

## Altre competizioni internazionali
2002
- 13ª alla Maratona di Torino ( Torino) - 2h50'37"

2003
- 11ª alla Milano Marathon ( Milano) - 2h43'56"

2004
- 8ª alla Milano Marathon ( Milano) - 2h42'24"

2007
- 5ª alla Maratona di Torino ( Torino) - 2h55'55"

2011
- 16ª alla Maratona di Berlino ( Berlino) - 2h36'00"
- 11ª alla Maratona di Torino ( Torino) - 2h41'54"
- 9ª alla Stramilano ( Milano) - 1h17'25"

2012
- 10ª alla Maratona di Francoforte ( Francoforte sul Meno) - 2h34'58"

2013
- 13ª alla Maratona di Francoforte ( Francoforte sul Meno) - 2h34'24"
- 13ª alla Roma-Ostia ( Roma) - 1h15'36"

2014
- 4ª alla Maratona di Torino ( Torino) - 2h32'46"

2016
- 4ª alla Maratona di Rotterdam ( Rotterdam) - 2h30'19"
- 5ª alla Stramilano ( Milano) - 1h14'18"

2017
- 6ª alla Maratona di Berlino ( Berlino) - 2h28'34"

2018
- Argento in Coppa Europa di maratona ( Berlino), maratona - 7h32'46"

2019
- 7ª alla Maratona di Praga ( Praga) - 2h31'07"

2021
- 11ª alla Maratona di Parigi ( Parigi) - 2h36'57"

2022
- 30ª alla Maratona di Valencia ( Valencia) - 2h34'14"

2024
- Argento alla Maratona di Torino ( Torino) - 2h39'01"